# Orthomeria catadromus
Orthomeria catadromus är en insektsart som först beskrevs av John Obadiah Westwood 1859.  Orthomeria catadromus ingår i släktet Orthomeria och familjen Aschiphasmatidae. Inga underarter finns listade i Catalogue of Life.